# Роум, Джарред
Джа́рред Дэ́ниел Ро́ум (англ. Jarred Daniel Rome; 21 декабря 1976, Сиэтл, Вашингтон — 21 сентября 2019, Мэрисвилл, Вашингтон) — американский легкоатлет, специалист по метанию диска. Выступал за сборную США по лёгкой атлетике в 2000—2012 годах, обладатель серебряной медали Панамериканских игр в Гвадалахаре, двукратный победитель национального чемпионата Соединённых Штатов, участник двух летних Олимпийских игр. Тренер по метаниям легкоатлетической команды Бостонского университета.

## Биография
Джарред Роум родился 21 декабря 1976 года в Сиэтле, штат Вашингтон. Детство провёл в городе Мэрисвилл округа Снохомиш, в 1995 году окончил местную старшую школу. В старшей школе играл в футбол, но, получив травму колена, на последнем году обучения решил попробовать себя в метательных дисциплинах.
Занимался лёгкой атлетикой во время учёбы в Университете штата Айдахо в Бойсе, состоял в университетской легкоатлетической команде, неоднократно принимал участие в различных студенческих соревнованиях, в частности в 1997 году занял второе место в метании диска в первом дивизионе чемпионата Национальной ассоциации студенческого спорта (NCAA), уступив лидерство только канадцу Джейсону Танксу, тогда как в 2000 году был седьмым (с 2007 года — член университетского Зала славы).
В 2000 году впервые вошёл в состав американской национальной сборной и выступил на первенстве NACAC среди спортсменов до 25 лет Монтеррее, где стал серебряным призёром в толкании ядра и в метании диска.
Будучи студентом, в 2001 году представлял Соединённые Штаты на Универсиаде в Пекине — метнул диск на 59,59 метра, расположившись в итоговом протоколе на восьмой строке.
В 2004 году на олимпийском квалификационном турнире в Сакраменто, который также являлся национальным чемпионатом США, с результатом 65,77 превзошёл всех соперников и завоевал золотую медаль. Благодаря этой победе удостоился права защищать честь страны на летних Олимпийских играх в Афинах — на предварительном квалификационном этапе метания диска показал результат 61,55 метра, чего оказалось недостаточно для выхода в финал.
На чемпионате США 2005 года в Карсоне стал серебряным призёром, уступив Иану Уолтцу. На чемпионате мира в Хельсинки с результатом 64,22 был седьмым.
В 2006 году взял бронзу в зачёте американского национального чемпионата, стал седьмым на Всемирном легкоатлетическом финале в Штутгарте.
В 2007 году вновь выиграл бронзовую медаль на чемпионате США, метал диск на чемпионате мира в Осаке (61,87), занял шестое место на Всемирном легкоатлетическом финале в Штутгарте (62,05).
В 2009 году на чемпионате США в Юждине выиграл серебряную медаль, пропустив вперёд Кейси Мэлоуна. Принимал участие в чемпионате мира в Берлине, где с результатом 62,47 занял итоговое 11-е место.
На чемпионате США 2010 года в Де-Мойне получил бронзовую награду.
В 2011 году превзошёл всех соперников на национальном чемпионате в Юджине, став таким образом двукратным чемпионом США по лёгкой атлетике, тогда как на соревнованиях в Чула-Висте установил свой личный рекорд в метании диска — 68,76 метра. Помимо этого, выступил на чемпионате мира в Тэгу (62,22) и на Панамериканских играх в Гвадалахаре, где с результатом 61,71 завоевал серебряную медаль — уступил здесь только кубинцу Хорхе Фернандесу.
На национальном олимпийском отборе 2012 года был вторым позади Лэнса Брукса — тем самым отобрался на Олимпийские игры в Лондоне. На Олимпиаде метнул диск на 59,57 метра и в финал не вышел.
Завершил спортивную карьеру по окончании сезона 2013 года.
Впоследствии работал тренером по метаниям в легкоатлетической команде Бостонского университета. В августе 2017 года женился на хоккеистке Памеле Шпюлер, выступавшей за Бостонский университет и национальную сборную США.
В сентябре 2019 года Роум приехал на родину в округ Снохомиш, где был введён в местный зал славы спорта. Спустя несколько дней его обнаружили мёртвым в своём гостиничном номере. Проведённая экспертиза показала, что спортсмен скончался в результате передозировки фентанила.